# Guro (volk)

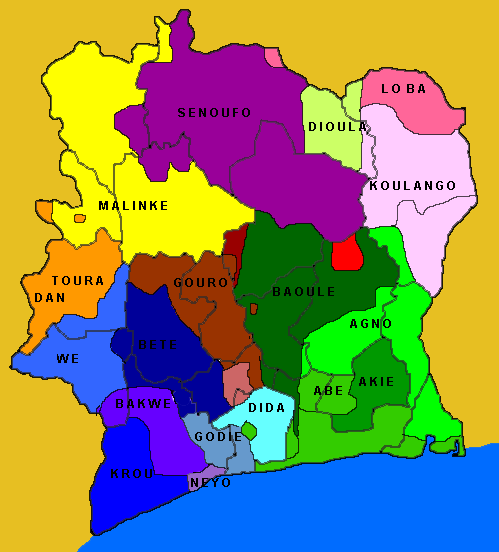
Kaart met de belangrijkste volkeren in Ivoorkust (Guro in het bruin)

De Gouro of Guro zijn een bevolkingsgroep uit West-Afrika, met name uit Ivoorkust. Het gebied van de Guro bevindt zich rond de steden Bouaflé, Zuénoula, Sinfra, Oumé, Vavoua en Daloa, langs de rivieroevers van de Bandama.

## Bestuur en genootschappen
Het volk leeft vooral van de landbouw en had oorspronkelijk geen centrale politieke autoriteit. De regerende macht van grotere dorpen bestond uit een raad van dorpsoudsten, samengesteld uit hoofden van de verschillende wijken. Daarnaast kennen de Gouro het Je-genootschap. Een genootschap van mannen, belast met juridische en politieke taken, politie, rechtspraak, vragen omtrent oorlog en vrede. Het genootschap heeft ook het signaleren en bestrijden van kwade krachten tot taak.

## Maskers
De Guro zijn vooral bekend vanwege hun maskers. Het Je-genootschap gebruikt een breed scala aan maskers, deels zoömorf, deels antropomorf. De maskers worden gedragen met volumineuze kostuums, gemaakt van stroken van palmbladeren of van pijlriet. Het gehele lichaam van de danser is verborgen in dat kostuum. Bij ceremonies van de Je komen eerst de dierenmaskers, daarna volgen de antropomorfe maskers. Vrouwen mogen deze maskers niet zien, want dat zou een dodelijk effect hebben.
De Guro uit het noorden van Ivoorkust gebruiken maskers die gezien worden als een familie van drie leden:
- De zauli is een grotesk dierenmasker met grote hoorns
- De zamble heeft met een gezicht van een luipaard of krokodil en kleine hoorns
- De gu is de vrouw van de zamble. Het gezicht van het gu-masker voldoet aan het schoonheidsideaal van de Guro: een langwerpig gezicht met een kleine kin, een smalle neus en een geschoren haarlijn. Bijzonder zijn de gevijlde spitse tanden. Dit was vroeger gebruik bij Guro-vrouwen van goeden huize. Het haar was opgestoken in een knot boven op het hoofd, met daaromheen een leren band. In de band waren verzen uit de Koran genaaid bij wijze van amulet.

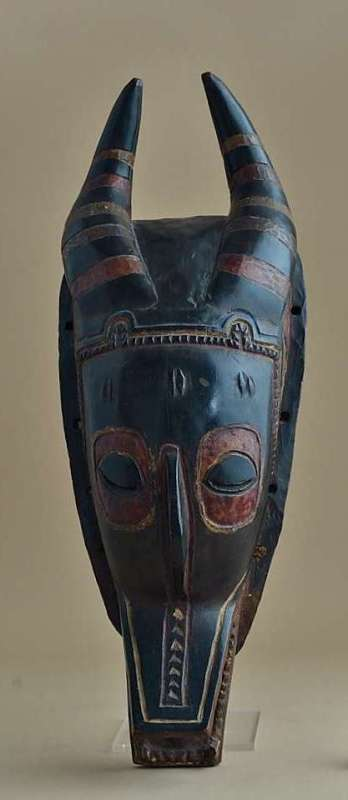
Zamble-masker
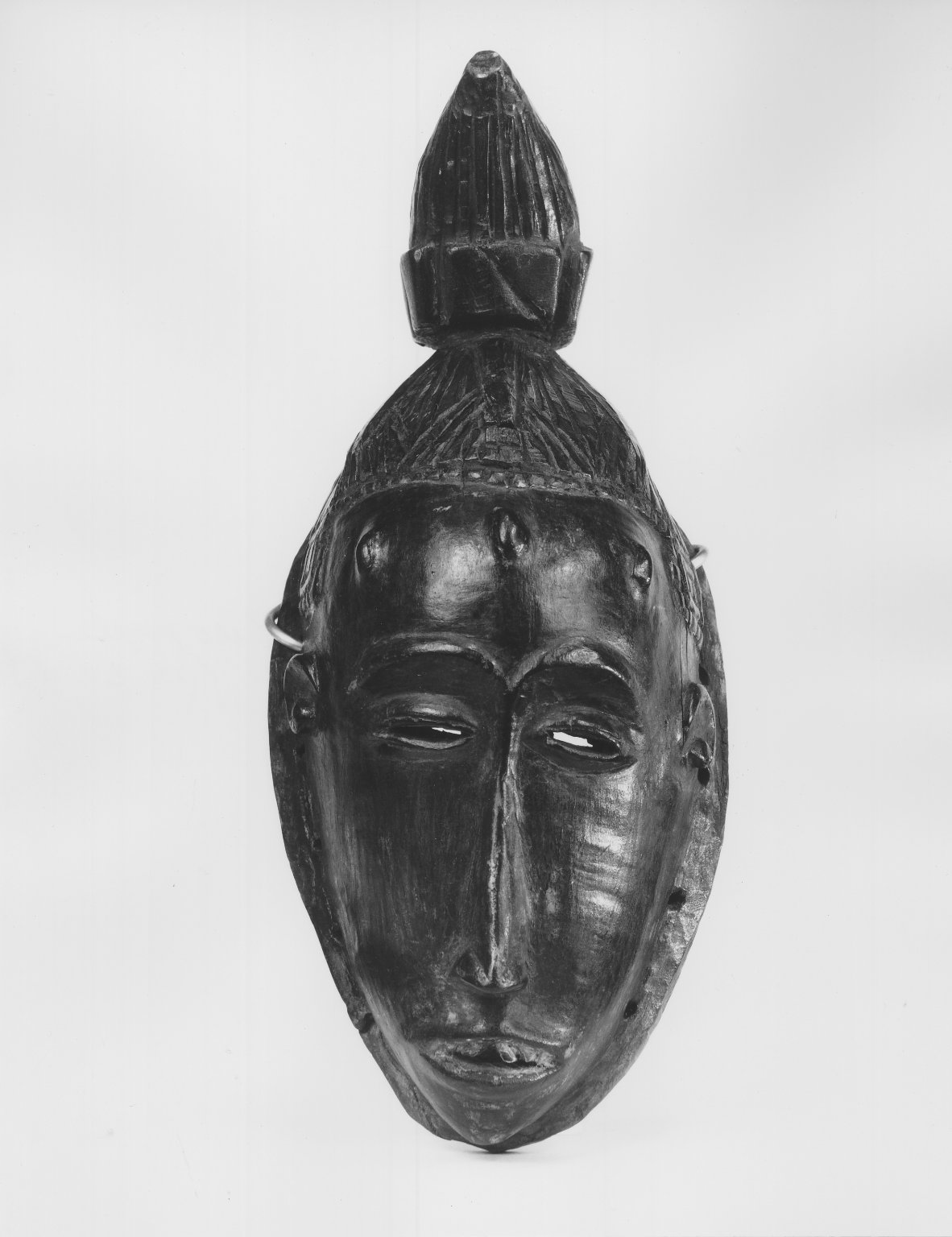
Mogelijk een gu-masker
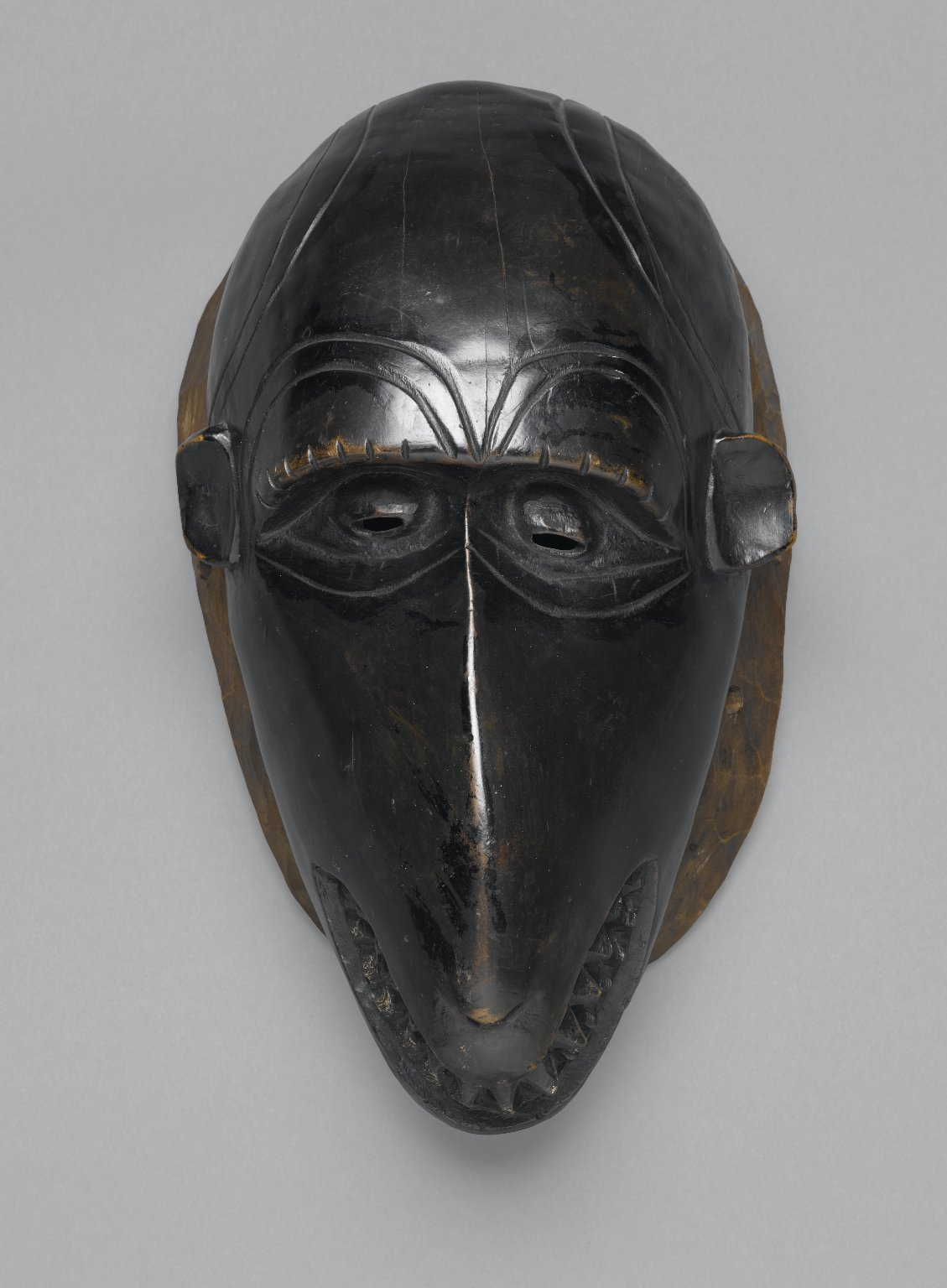
Masker in de vorm van een baviaan
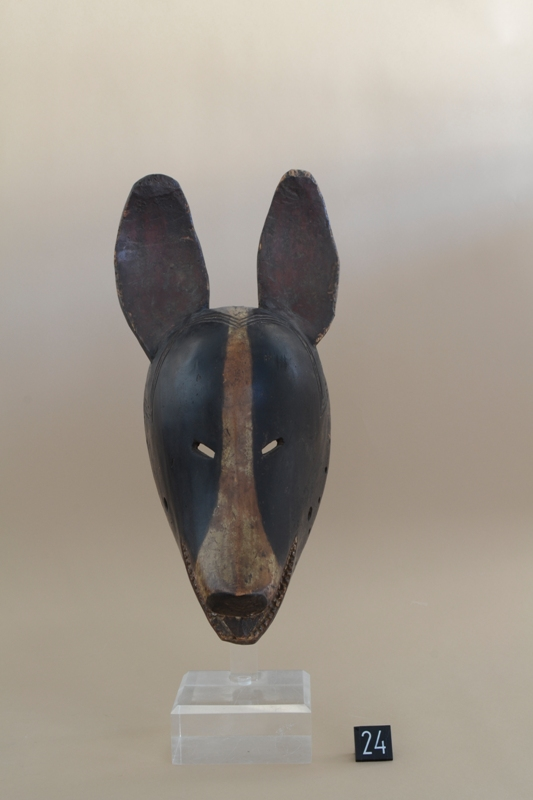
Masker in de vorm van een hyena